# Christa B. Allen
Christa B. Allen, all'anagrafe Christa Brittany Allen (Wildomar, 11 novembre 1991), è un'attrice statunitense, celebre per il ruolo di Jenna Rink adolescente nel film 30 anni in 1 secondo e di Charlotte Grayson nella serie televisiva Revenge.

## Biografia
Christa Brittany Allen nasce a Wildomar, in California. Raggiunge la notorietà con il suo primo ruolo sul grande schermo, interpretando la versione adolescente di Jennifer Garner nel film del 2004 30 anni in 1 secondo. Seguono numerosi cameo in alcune serie televisive Disney (Cory alla Casa Bianca, I maghi di Waverly, Zack e Cody sul ponte di comando) e mediche (E.R. - Medici in prima linea, Grey's Anatomy) tra il 2005 e il 2010. Torna al cinema nel 2009 con il film La rivolta delle ex, dove interpreta di nuovo una versione più giovane di Jennifer Garner. L'anno successivo recita in altri lungometraggi, come One Wish, trasmesso in Italia con il titolo Un solo desiderio. Nel 2011 appare nel film One Kine Day di Chuck Mitsui e in Il doppio volto della paura, nonché nella serie televisiva Revenge.

## Filmografia

### Cinema
- 30 anni in 1 secondo (13 Going on 30), regia di Gary Winick (2004)
- Chocolate Girls, regia di Justin Whiteman – cortometraggio (2004)
- Seen, regia di Stacy Elliott – cortometraggio (2004)
- A Merry Little Christmas, regia di John Dowling Jr. e Karl Fink (2006)
- La rivolta delle ex (Ghosts of Girlfriends Past), regia di Mark Waters (2009)
- Youth in Revolt, regia di Miguel Arteta (2009)
- Un solo desiderio (One Wish), regia di Felix R. Limardo (2010)
- One Kine Day, regia di Chuck Mitsui (2011)
- Detention of the Dead, regia di Alex Craig Mann (2012)
- La regina del peccato (The Queen of Sin - Dangerous Seduction), regia di Jean-François Rivard (2018)
- Il figlio desiderato, regia di Lauro Chartrand-Delvalle (2019)

### Televisione
- Medium – serie TV, episodio 3x04 (2005)
- Cake – serie TV, 13 episodi (2006)
- Cory alla Casa Bianca (Cory in the House) – serie TV, episodio 1x19 (2007)
- Zack e Cody sul ponte di comando (The Suite Life on Deck) – serie TV, episodio 1x04 (2008)
- Grey's Anatomy – serie TV, episodio 5x10 (2008)
- E.R. - Medici in prima linea (E.R.) – serie TV, episodio 15x13 (2009)
- CSI - Scena del crimine (CSI: Crime Scene Investigation) – serie TV, episodio 9x14 (2009)
- Chasing a dream, regia di David Burton Morris – film TV (2009)
- I maghi di Waverly (Wizards of Waverly Place) – serie TV, episodio 2x18 2x20 (2009)
- Cold Case - Delitti irrisolti (Cold Case) – serie TV, episodio 7x20 (2010)
- Il doppio volto della paura (Deadly Sibling Rivarly), regia di Hanelle M. Culpepper – film TV (2011)
- Revenge – serie TV, 75 episodi (2011-2015)
- Baby Daddy – serie TV, episodio 4x09, 4x11, 4x12, 4x13 (2015)
- Un inguaribile romantico  (Hopeless, Romantic), regia di Farhad Mann - film TV (2016)
- Il figlio desiderato (Dying for a Baby), regia di Lauro David Chartrand-Del Valle - film TV (2019)

## Riconoscimenti
- 2007 – Young Artist Awards
  - Miglior performance in una serie televisiva commedia o drammatica – Giovane attrice protagonista (Cake).

## Doppiatrici italiane
Nelle versioni in italiano delle opere in cui ha recitato, Christa B. Allen è doppiata da:
- Veronica Puccio in 30 anni in un secondo, Il doppio volto della paura, Revenge, Baby Daddy
- Francesca Manicone in Cold Case - Delitti irrisolti
- Valentina De Marchi in Il figlio desiderato
- Laura Lenghi in La rivolta delle ex
- Letizia Scifoni in CSI - Scena del crimine
- Rossa Caputo in Un solo desiderio
- Giulia Catania in Code Black
- Letizia Ciampa in I maghi di Waverly
- Loretta Di Pisa in La regina del peccato